# Aesthethica

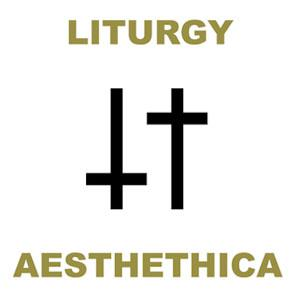

Aesthethica è il secondo album in studio della band di musica black metal di Brooklyn Liturgy. Prodotto dal chitarrista dei Krallice Colin Marston, l'album è stato pubblicato il 10 maggio 2011 tramite Thrill Jockey.
Spin lo classificò alla posizione 26 nei 50 migliori album del 2011, e Pitchfork collocò l'album al numero 41 nella sua lista dei "50 migliori album del 2011".
Alla sua uscita, Aesthethica ha ricevuto recensioni positive dalla critica musicale.

## Tracce
1. High Gold – 5:16
2. True Will – 5:27
3. Returner – 3:35
4. Generation – 7:07
5. Tragic Laurel – 4:05
6. Sun of Light – 6:55
7. Helix Skull – 2:32
8. Glory Bronze – 6:45
9. Veins of God – 7:54
10. Red Crown – 7:23
11. Glass Earth – 3:28
12. Harmonia – 7:59